# Mehna
Mehna est une commune allemande de l'est du land de Thuringe située dans l'arrondissement du Pays-d'Altenbourg. Mehna est le siège de la Communauté d'administration du pays d'Altenbourg.

## Géographie

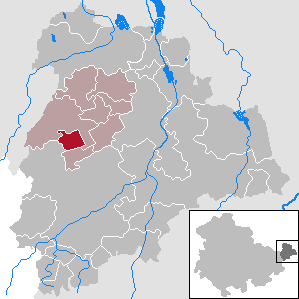
Situation de Mehna dans l'arrondissement d'Altenbourg

Mehna est située à 9 km à l'ouest d'Altenbourg. Elle est composée du village de Mehna et de deux quartiers qui sont d'anciennes communes incorporées :
- Mehna ;
- Rodameuschel ;
- Zweitschen.

Communes limitrophes (en commençant par le nord et dans le sens des aiguilles d'une montre) : Starkenberg, Göllnitz et Dobitschen.

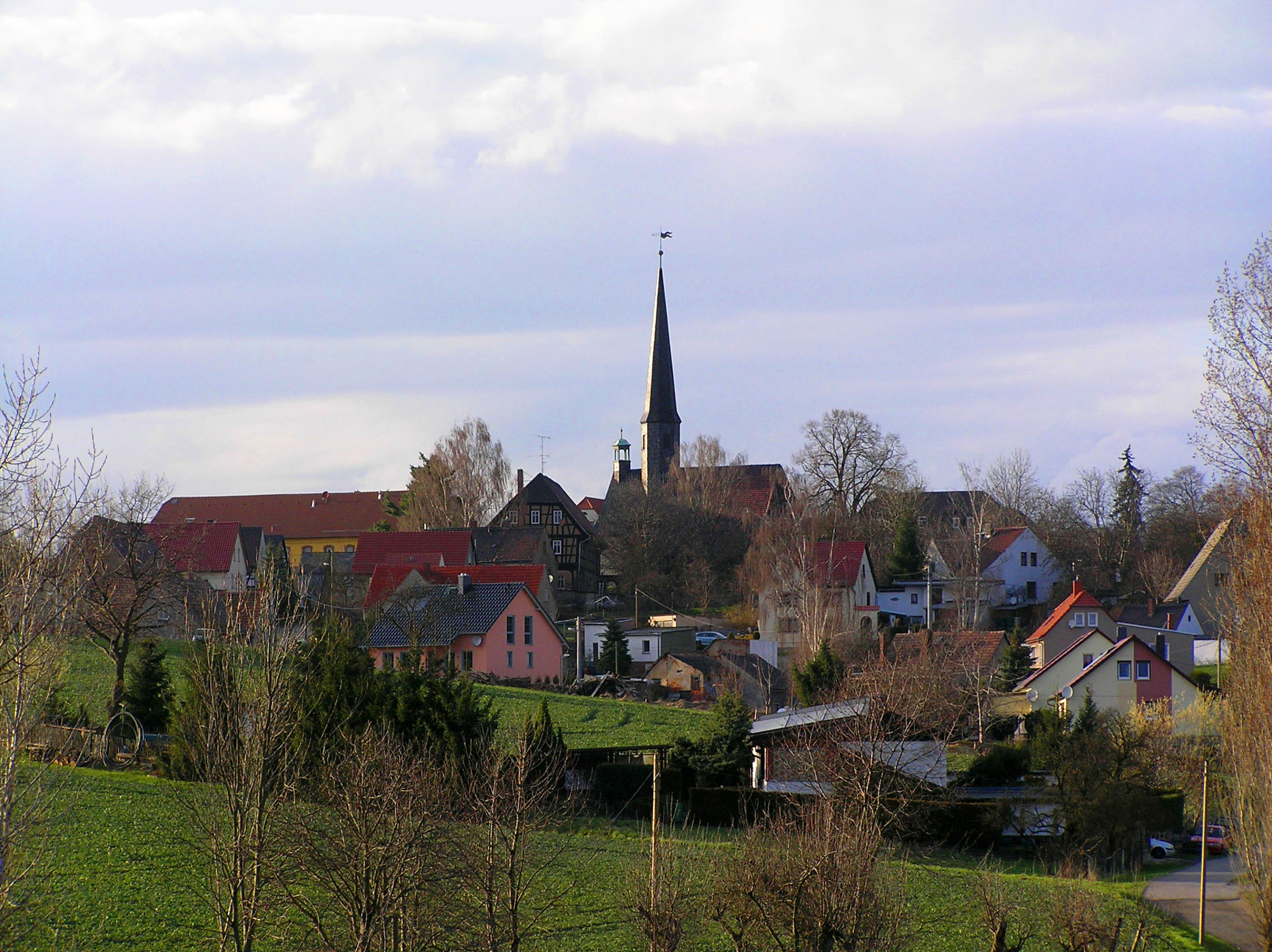
Vue générale du village

## Démographie
Commune de Mehna dans ses limites actuelles :
| 1900 | 1933 | 1939 | 1995 | 2000 | 2005 | 2010 |
| ---- | ---- | ---- | ---- | ---- | ---- | ---- |
| 416  | 483  | 459  | 402  | 379  | 363  | 344  |